# Milčo Mančevski
Milčo Mančevski (en macédonien : Милчо Манчевски) est un réalisateur, scénariste, photographe et artiste yougoslave puis macédonien. Son nom se prononce « Miltcho Mantchevski ». 
Son film de 1994, Before the Rain, a été nommé aux Oscars pour le meilleur film en langue étrangère lors de la 67e cérémonie des Oscars et le New York Times l'a inclus dans son guide des 1000 meilleurs films jamais réalisés. Le travail de Manchevski comprend également les films Dust (2001), Ombres (2007), Mothers (2010), Bikini Moon (mk) (2017), ainsi que les courts métrages The End of Time (2017), Jeudi (2013), Macedonia Timeless (2009), Tennessee (1991) et 1,73 (1984). 
Manchevski est l'auteur de deux expositions de photographies et d'œuvres de fiction, ainsi que de livres d'essais et de performance. Son travail comprend plus de 250 projections de festivals (Venise, Berlin, Toronto, São Paulo, Istanbul, Tokyo, Jérusalem, Hong Kong, Stockholm, etc.). Ses films ont été distribués dans plus de 50 pays. 

## Biographie
En plus de quelques longs métrages, il a réalisé une cinquantaine de courts métrages ainsi que des clips musicaux.
Il a obtenu un Lion d'or à la Mostra de Venise en 1994 pour son film Before the Rain. 

## Filmographie

### Longs métrages
- 1994 : Before the Rain (Пред дождот)
- 2001 : Dust (Прашина)
- 2007 : Ombres (Сенки)
- 2010 : Mothers (Мајки)
- 2017 : Bikini Moon (mk) (Бикини Мун)
- 2019 : Vrba (mk) (Врба)
- 2022 : Kaymak (mk) (Кајмак)
- 2026 : Zbogoum, Kopakabano (mk) (Збогум, Копакабано)

### Courts métrages
- The End of Time (2017)
- Thursday (2013)
- Buddies: Race – Skopsko for Us (2015)
- Buddies: Filip – Skopsko for Us (2015)
- Buddies: Green Car – Skopsko for Us (2015)
- Macedonia Timeless: Mountains (2008)
- Macedonia Timeless: Temples (2008)
- Macedonia Timeless: Archaeology (2008)

## Récompenses
- Lion d'or à la Mostra de Venise avec Before the Rain